# Sonntagkarspitze
La Sonntagkarspitze est une montagne culminant à 2 575 m d'altitude dans le massif des Karwendel.

## Géographie
La Sonntagkarspitze se situe dans le chaînon Gleirsch-Halltal, entre la Kaskarspitze à l'ouest et la Hintere Bachofenspitze à l'est. La face nord présente une falaise de 700 m de haut face à la vallée de Hinterau. Au sud, la Sonntagkarspitze a une crête qui sépare le cirque de Kaskar à l'ouest et celui de Sonntagkar à l'est.
Le sommet se partage entre quatre territoires communaux : Innsbruck, Thaur, Absam, Scharnitz.

## Histoire
La Sonntagkarspitze est atteint par Hermann von Barth le 1er août 1870 après qu'il a atteint le même jour la Jägerkarspitzen et la Westliche Praxmarerkarspitze.

## Ascension
La voie la plus fréquentée part du refuge du Pfeis ; le sentier est balisé et très facile. Une autre voie au sud-est est plus longue.
La traversée vers la Kaskarspitze est d'une difficulté 3 et celle vers la Hintere Bachofenspitze, 2.